# 海上领事馆

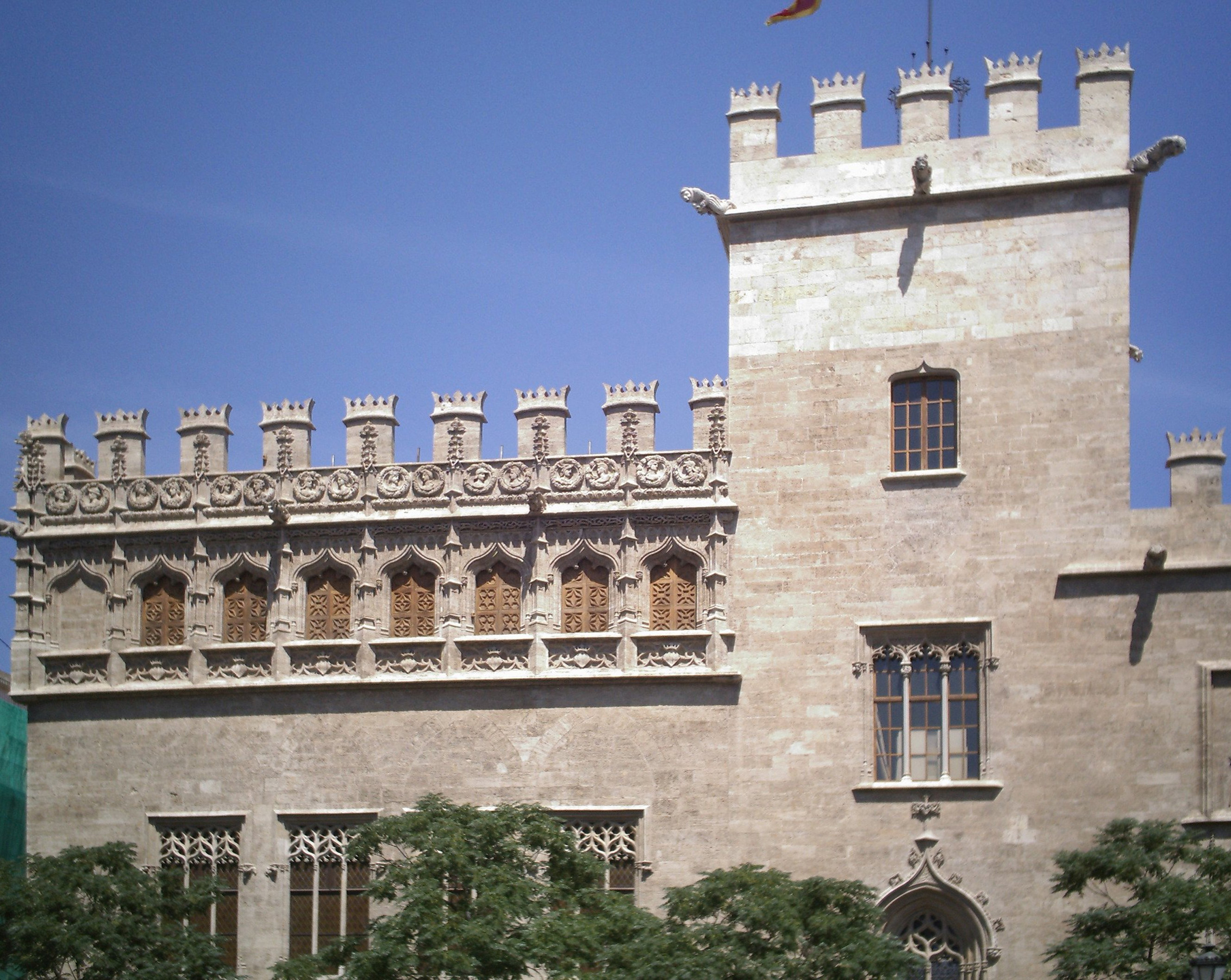

海上领事馆（發音：[kunsuˈlad də ˈmaɾ]）是阿拉贡王国建立的一个准司法机构，管理海事法和商法，后来传播到整个地中海世界。该术语也可指加泰罗尼亚语的海洋习俗和条例集，在14世纪和15世纪编纂，并于1494年或之前在巴伦西亚出版。
在21世纪，加泰罗尼亚术语“海上领事馆”今天被用于巴塞罗那商会经营的一项商业仲裁服务，以及巴塞罗那市经营的一系列贸易促进办事处。

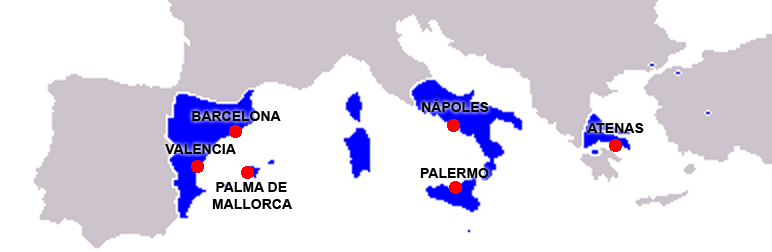

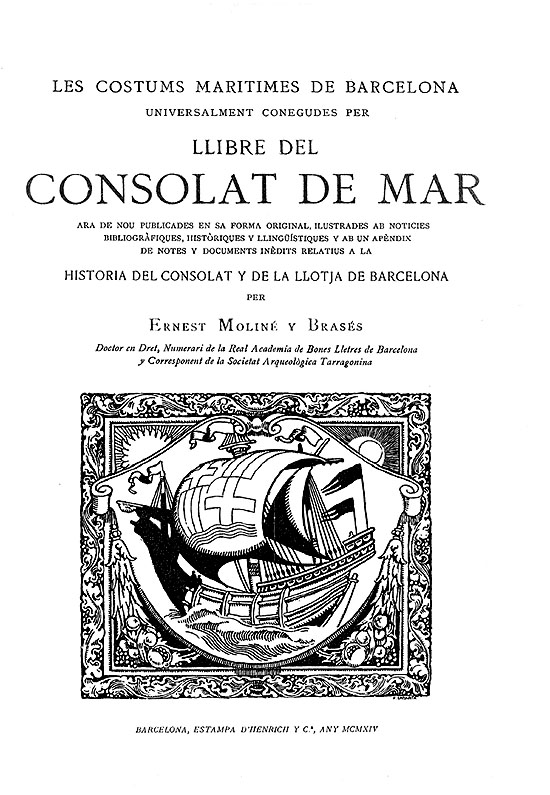